# Tillandsia 'Hoja Gorda'
Tillandsia 'Hoja Gorda' es un  cultivar híbrido del género Tillandsia perteneciente a la familia  Bromeliaceae.
Es un híbrido creado con las especies Tillandsia  tenuifolia & desconocido